# Булаєво
Була́єво (каз. Булаев) — місто, центр району Магжана Жумабаєва Північноказахстанської області Казахстану. Адміністративний центр Булаєвської міської адміністрації.

## Історія
Населений пункт засновано 1892 року.
8 квітня 1940 року населений пункт при залізничній станції Булаєво отримав статус селища міського типу.
13 травня 1969 року смт Булаєво отримало статус міста районного підпорядкування.

## Населення
Населення — 8535 осіб (2021; 8433 у 2009, 9638 у 1999, 11484 у 1989).